# Marcos Aguinis
Marcos Aguinis (* 15. Januar 1935 in Córdoba, Argentinien) ist ein argentinischer Neurochirurg und Schriftsteller.

## Leben
Aguinis' Vater wanderte 1928 aus Bessarabien nach Buenos Aires ein und zog alsbald zu Verwandten, die in Cruz del Eje in der Provinz Córdoba lebten. Als Schulkind litt Marcos Aguinis wegen seiner jüdischen Herkunft unter der Diskriminierung durch Klassenkameraden und einzelne Lehrer. Bei der Judenverfolgung in Deutschland wurden all seine in Europa verbliebenen Familienmitglieder umgebracht. Nach seiner Bar Mitzwa begann er sich intensiv mit  Literatur und  Religion zu beschäftigen. Er lieh sich Bücher über die Bibel und über Israel in der öffentlichen Bücherei aus. Unter anderem las er Stefan Zweig, die „History of the Religion of Israel“ von Julio Nin y Silva, Emil Ludwigs Buch „Der Menschensohn“, „Muhammad and the Koran“ des Spaniers Rafael Cansinos Assens und „Das Leben Jesu“ von Ernest Renan. Die Lektüre von Renans Buch war der Anfang seiner Glaubenszweifel. Heute ist Aguini Agnostiker.
Schon während seiner Schulzeit begann er Erzählungen  zu schreiben. Nach Beendigung der Schulausbildung studierte er zunächst Psychiatrie, Neurologie und Psychoanalyse. Als Dreiundzwanzigjähriger erhielt er ein Stipendium für ein Studium der Neurochirurgie in Buenos Aires. Sein Medizin- und Psychiatriestudium setzte er am  Hôpital de la Salpêtrière in Frankreich sowie in Freiburg i. Br. und Köln mit Hilfe eines Stipendiums der Alexander von Humboldt-Stiftung fort. Nach seiner Rückkehr aus Europa promovierte er an der Universität Córdoba und arbeitete zunächst als Neurochirurg an der „Southern Regional Clinic“. Während dieser Zeit publizierte er seine ersten Erzählungen.

## Werk
Aguinis veröffentlichte sein erstes Buch im Jahr 1963. Seitdem hat er zahlreiche Romane, Essaybände, Kurzgeschichtensammlungen und zwei Biographien veröffentlicht. Seine Artikel in Zeitungen und Zeitschriften in Lateinamerika, den USA und Europa umfassen ein breites Spektrum von unterschiedlichen Themen. Er hielt zahlreiche Vorträge und bot Kurse in Deutschland, Spanien, den USA, Frankreich, Israel, Russland, Italien und in fast allen lateinamerikanischen Ländern an.
Während der Diktaturzeit in Argentinien war die Verbreitung von Aguinis’ Werken Beschränkungen unterworfen. Einige seiner Werke konnten nur im Ausland erscheinen und illegal ins Land gebracht werden.
Als Argentinien im Dezember 1983 zur Demokratie zurückkehrte, wurde Aguinis zum Staatssekretär ernannt und dann zum Kultursekretär des Landes. Er organisierte die PRONDEC, ein nationales Programm für die Demokratisierung der Kultur, das von der UNESCO und der UNO unterstützt wurde. Er startete damit intensive Aktivitäten zur Sensibilisierung der Bevölkerung für ihre Rechte, Pflichten und Möglichkeiten, eine echte Demokratie zu entwickeln. Für seine Arbeit wurde er von der UNESCO für den „Peace Education Prize“ nominiert.

## Preise und Auszeichnungen
- Premio Planeta (Spanien) für La cruz invertida (1970)
- Chevalier des Arts et des Lettres, Frankreich
- Distinguierter Schriftsteller, American University Washington DC,  Vereinigte Staaten von Amerika
- Annual Silver Plaque EFE Agency für seinen Beitrag zur Stärkung der lateinamerikanischen Kultur und Sprache, Spanien
- Fernando Jenö Award, Mexiko
- Argentinische Schriftstellergesellschaft, Großer Preis der Ehre, Argentinien
- Doktor honoris causa der  Tel Aviv University (2002), Israel
- Doktor honoris causa der  Hebrew University of Jerusalem (2002), Israel

## Werke (Auswahl)
Biographien
- Maimónides (1963)
- El Combate Perpetuo (1971)

Kurzgeschichten
- Operativo Siesta (1977)
- Y la rama llena de frutos (1986)
- Importancia por contacto (1986)
- Todos los cuentos (1995)

Romane
- Refugiados: Crónica de un palestino (1969)
- La cruz invertida (1970)
- Cantata de los diablos (1972)
- La conspiración de los idiotas (1978)
- Profanación del amor (1978)
- La Gesta del Marrano (1991)
- La Matriz del Infierno (1997)
- Los Iluminados (2000)
- Asalto al Paraíso (2002)
- La Pasión según Carmela (2008)
- Liova Corre hacia el Poder (2011)
- La Furia de Evita (2013)
- Sabra, Solo Contra un Imperio (2014), Co-Autor mit Gustavo Perednik
- La Novela de mi Vida (2016)

Essays
- Carta Esperanzada a un General (1983)
- El Valor de Escribir (1985)
- Un país de Novela (1988)
- Memorias de una Siembra (1990)
- Elogio de la culpa (1993)
- Nueva Carta Esperanzada a un General (1996)
- Diálogos sobre la Argentina y el fin del Milenio (1996)
- Nuevos Diálogos (1998)
- El Atroz Encanto de Ser Argentinos (2001)[1]
- El Cochero (2001)
- Las Dudas y las Certezas (2001)
- Las Redes del Odio (2003)
- ¿Qué Hacer? (2005)
- El Atroz Encanto de Ser Argentinos 2 (2007)
- Pobre Patria Mía! (2009)
- El Elogio del Placer (2010)
- Incendio de Ideas (2017)

## Medien
- Darío Brenman: Marcos Aguinis. Perfiles, transparencias y miradas. Blankman, Buenos Aires  2000 (1 Videokass., VHS, 55 Min.).